# Joannes Petrus Kleyn
Joannes Petrus Kleijn (Hooge Zwaluwe, 4 juni 1760 - Arnhem, 21 februari 1805) was naast raadsheer in de provincie Gelderland ook een dichter.
Kleijn werd in 1760 in Hooge Zwaluwe geboren als zoon van de rentmeester Pieter Kleijn en Geertruid Asbeek. Na enkele jaren theologie in Utrecht te hebben gestudeerd besloot hij om rechten te gaan studeren. In 1782 promoveerde hij op een proefschrift over echtscheiding. In 1784 trouwde hij met de dichteres Antoinette Ockerse, die hij had leren kennen in de bijeenkomsten van het letterkundig genootschap Dulces ante omnia Musae, een kring rond de dichter Jacobus Bellamy. Naast het schrijven van gedichten vertaalde hij ook diverse werken van Johann Heinrich Jung-Stilling uit het Hoogduits in het Nederlands.
Kleijn werd in 1786 schepen in zijn geboorteplaats Zwaluwe. Na zijn verhuizing in 1793 naar Wageningen werd hij in 1794 lid van de municipaliteit van Wageningen. Hij werd in 1795 afgevaardigd namens Wageningen naar de Staten-Generaal. Na zijn benoeming in 1796 tot raadsheer bij het Provinciaal Gerechtshof te Arnhem verhuisde het gezin naar Arnhem. Hij overleed er op 21 februari 1805 na een, zoals zijn vrouw in de 'Opregte Haarlemsche Courant' liet optekenen "hevigen aanval eener Koorts-Ziekte".

## Dichtwerk
Uit de tijd van zijn lidmaatschap van het Utrechts genootschap 'Dulces ante omnia Musae' is het volgende gedicht, waarvan hier een strofe bekend:
Morgenoffer
Welkom lieve Morgen! - met uw lichtstraal,
Stroomt ge in aller boezem verjongde krachten;
Aarde, lucht en zeeën herschept ge en geeft hun
 't Leven hernieuwd weder.

## Publicaties (selectie)
- Oden en Gedichten, 1782
- Gezangen der vreugde, circa 1785
- Krijgs-liederen, 1785/1786
- Koozerijen, 1794
- Vrijmoedige gedachten over den plicht eens rechters in crimineele zaken, 1798

- Biografisch Portaal: 02188648
- Digitale Bibliotheek voor de Nederlandse Letteren: kley001
- Gemeinsame Normdatei: 1104713950
- International Standard Name Identifier: 0000 0003 9723 8869
- Nederlandse Thesaurus van Auteursnamen: 069855811
- Système universitaire de documentation: 178550515
- Virtual International Authority File: 353020
- WorldCat: E39PBJpV3y9FPVMH346MrwMHG3